# پال کیبسگارد
پال کیبسگارد (انگلیسی: Paal Kibsgaard) کارآفرین، بازرگان و مدیر ارشد اجرایی نروژی است، که در حال حاضر به‌عنوان مدیر عامل اجرایی و رئیس هیئت مدیره شرکت شلمبرژه فعالیت می‌کند.